# Euler-Produkt
Das Euler-Produkt ist ein Begriff aus dem mathematischen Teilgebiet der Analysis und insbesondere der Zahlentheorie. Es ist eine Darstellung einer Dirichlet-Reihe mittels eines unendlichen Produktes indiziert über die Menge der Primzahlen. Benannt ist das Euler-Produkt nach Leonhard Euler, der das unendliche Produkt bezüglich der Dirichlet-Reihe der Riemannschen Zeta-Funktion untersuchte.

## Definition
Sei {\displaystyle f} eine multiplikative zahlentheoretische Funktion und {\displaystyle \textstyle F(s):=\sum _{n=1}^{\infty }{\frac {f(n)}{n^{s}}}} die entsprechende Dirichlet-Reihe von {\displaystyle f}. Falls diese Reihe für eine komplexe Zahl {\displaystyle s} absolut konvergiert, dann gilt
{\displaystyle F(s)=\prod _{p\ {\rm {prim}}}\sum _{k=0}^{\infty }{\frac {f(p^{k})}{p^{ks}}}}.
Im Falle einer vollständig multiplikativen Funktion {\displaystyle f} vereinfacht sich dieses Produkt zu
{\displaystyle F(s)=\prod _{p\ \operatorname {prim} }{\frac {1}{1-f(p)p^{-s}}}}.
Diese unendlichen Produkte über alle Primzahlen heißen Euler-Produkte. Der Wert dieser Produkte ist definiert als Grenzwert {\displaystyle \textstyle \lim _{N\to \infty }P_{N}} der Folge endlicher Produkte {\displaystyle P_{N}}, die entsteht, indem man das Produkt nur auf Primzahlen unterhalb einer Schranke N erstreckt.

## Beweis
Es gibt mehrere Beweise für die Gültigkeit des Euler-Produktes. 
Zunächst ist klar, dass mit absoluter Konvergenz der Reihe {\displaystyle F(s)} auch jeder Faktor {\displaystyle \textstyle \sum _{k=0}^{\infty }{\frac {f(p^{k})}{p^{ks}}}} absolut konvergiert. Es folgt, dass für jedes {\displaystyle N} das Partialprodukt 
{\displaystyle F_{N}(s)=\prod _{p\leq N \atop p\ {\text{Primzahl}}}\sum _{k=0}^{\infty }{\frac {f(p^{k})}{p^{ks}}}}
existiert. Damit sieht man sogleich mit der Cauchy-Produktformel und der aufsteigenden Folge der Primzahlen {\displaystyle 2=p_{1}<p_{2}<\cdots <p_{j}\leq N<p_{j+1}}:
{\displaystyle F_{N}(s)=\sum _{k_{1}=0}^{\infty }\cdots \sum _{k_{j}=0}^{\infty }{\frac {f(p_{1}^{k_{1}})\cdots f(p_{j}^{k_{j}})}{(p_{1}^{k_{1}}\cdots p_{j}^{k_{j}})^{s}}}=\sum _{k_{1}=0}^{\infty }\cdots \sum _{k_{j}=0}^{\infty }{\frac {f(p_{1}^{k_{1}}\cdots p_{j}^{k_{j}})}{(p_{1}^{k_{1}}\cdots p_{j}^{k_{j}})^{s}}}.}
Im zweiten Schritt wurde die Multiplikativität von {\displaystyle f} benutzt. Damit folgt
{\displaystyle F_{N}(s)=\sum _{n\leq N}{\frac {f(n)}{n^{s}}}+\sum _{n>N}{'}{\frac {f(n)}{n^{s}}},}
wobei der Strich an der zweiten Summe anzeigt, dass nur über alle {\displaystyle n>N} summiert wird, deren Primteiler sämtlich {\displaystyle \leq N} sind. Damit folgt: für jedes {\displaystyle \varepsilon >0} existiert ein {\displaystyle N>0} mit 
{\displaystyle |F(s)-F_{N}(s)|\leq \sum _{n=N+1}^{\infty }\left|{\frac {f(n)}{n^{s}}}\right|<\varepsilon .}
Somit konvergiert die Folge der Partialprodukte {\displaystyle F_{N}(s)} für jedes {\displaystyle s} im Bereich der absoluten Konvergenz gegen {\displaystyle F(s)} (sogar gleichmäßig auf kompakten Teilmengen) und der Satz ist gezeigt.

## Das Euler-Produkt der Riemannschen Zeta-Funktion

### Formulierung
Im Fall {\displaystyle f(n)=1} für alle {\displaystyle n\in \mathbb {N} } ist {\displaystyle f} offenbar vollständig multiplikativ. Es gilt demnach für alle {\displaystyle \operatorname {Re} (s)>1}
{\displaystyle \zeta (s)=\sum _{n=1}^{\infty }{\frac {1}{n^{s}}}=\prod _{p\ \mathrm {prim} }{\frac {1}{1-{\frac {1}{p^{s}}}}}.}
Die Funktion {\displaystyle \zeta (s)} ist dabei auch bekannt als Riemannsche Zeta-Funktion.

### Herleitung von Euler
Die Idee dieses Herleitungsweges wurde bereits von Euler verwendet. Man nehme eine Teilmenge {\displaystyle M\subset \mathbb {N} } und eine Primzahl {\displaystyle p}, so dass {\displaystyle 1\in M} und {\displaystyle pM\subset M}. Ist also {\displaystyle m\in M}, so folgt ebenfalls {\displaystyle pm\in M}. Dann gilt ganz allgemein für {\displaystyle \operatorname {Re} (s)>1}
{\displaystyle \left(1-{\frac {1}{p^{s}}}\right)\sum _{m\in M}{\frac {1}{m^{s}}}=\sum _{m\in M}{\frac {1}{m^{s}}}-\sum _{m\in M}{\frac {1}{(pm)^{s}}}=\sum _{m\in M\setminus pM}{\frac {1}{m^{s}}}.}
Bezeichnen wir jetzt {\displaystyle p_{n}} als die Folge der Primzahlen in aufsteigender Folge, und {\displaystyle M_{k}} als die Menge der Zahlen, die nicht durch {\displaystyle p_{1},\dots ,p_{k}} teilbar sind (z. B. {\displaystyle M_{1}=\{1,3,5,7,\dots \}}). Setze zudem {\displaystyle M_{0}:=\mathbb {N} }. Dann hat jedes {\displaystyle M_{k}} die obere Eigenschaft mit der nächsten Primzahl {\displaystyle p_{k+1}} und es gilt {\displaystyle M_{k+1}=M_{k}\setminus p_{k+1}M_{k}}. Also:
{\displaystyle \left(1-{\frac {1}{p_{k+1}^{s}}}\right)\sum _{m\in M_{k}}{\frac {1}{m^{s}}}=\sum _{m\in M_{k+1}}{\frac {1}{m^{s}}}}
und damit induktiv
{\displaystyle \left(1-{\frac {1}{2^{s}}}\right)\left(1-{\frac {1}{3^{s}}}\right)\cdots \left(1-{\frac {1}{p_{k}^{s}}}\right)\zeta (s)=\sum _{m\in M_{k+1}}{\frac {1}{m^{s}}}.}
Bildet man auf beiden Seiten den Limes, ergibt sich
{\displaystyle \lim _{k\to \infty }\left(1-{\frac {1}{2^{s}}}\right)\left(1-{\frac {1}{3^{s}}}\right)\cdots \left(1-{\frac {1}{p_{k}^{s}}}\right)\zeta (s)=\lim _{k\to \infty }\sum _{m\in M_{k+1}}{\frac {1}{m^{s}}}=1,}
da die 1 die einzige natürliche Zahl ist, die durch keine Primzahl teilbar ist.